# Herrada z Landsberga
Herrada z Landsberga – (lat. Herrada Landsbergensis) byla alsaská mniška z 12. století, abatyše konventu Mont Sainte-Odile v pohoří Vogézy. Je známá jako autorka obrazové encyklopedie Hortus deliciarum (Zahrada rozkoší).

## Život
Narodila se kolem roku 1130 na hradě Landsberg, sídle alsaského šlechtického rodu, a v raném věku vstoupila do konventu Mont St.Odile neboli Hohenburg v pohoří Vogézy, asi patnáct mil od Štrasburku. Konvent Hohenburg vedla abatyše Relinda, mniška vyslaná z benediktinského kláštera v Bergenu v Bavorsku.
Díky podpoře císaře Svaté říše římské Fridricha Barbarossy byl konvent mimořádně úspěšný a mocný, ve kterém byly také zaváděny reformy. V konventu se Herradě dostalo nejobsáhlejšího vzdělání, jaké bylo ve 12. století ženám k dispozici.

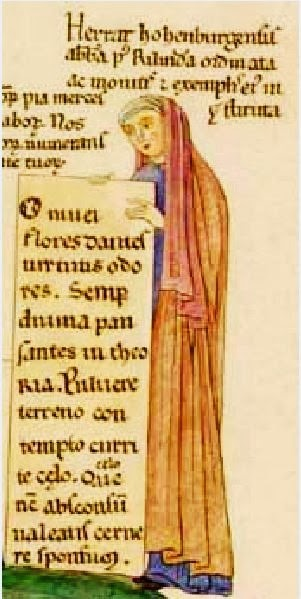
Herrada z Landsberga – autoportrét z knihy Hortus deliciarum, kolem roku 1180. Nápis v latině zní: Herrat hohenburgensis abbatissa post Rilindam ordinata ac monitis et exemplis eius instituta.

S přibývajícím věkem Herrada dosáhla vysokého postavení a brzy byla pověřena řízením a výchovou svých spolusester. Po Relindině smrti byla Herrada v roce 1167 zvolena abatyší.
Herrada abatyše pracovala na přestavbě konventu a také na konsolidaci pozemků v jeho okolí. Prokázala, že je schopnou a oblíbenou představenou. Ve svém postavení setrvala 28 let až do své smrti v roce 1195. Její nástupkyní se stala Adelhaid z Faimingenu.

## Hortus deliciarum
Herrada začala již v roce 1159 pracovat na díle, které ji nejvíce proslavilo: Hortus deliciarum. Její práce představovalo kompendium všech věd, které se v té době studovaly. Cílem díla bylo prohloubit výuku biblické, morální a teologické látky, v němž se pouští spolu do boje Ctnosti a Neřesti a textu předchází živé vizuální obrazy. Původní rukopis čítal 648 stran na 324 pergamenových listech. Většina díla je psána latinsky, německy je napsáno přibližně 1250 glos. Dílo bylo dokončeno roku 1185 a vykazuje široký rozsah čtení.
Hlavní výjimečnost díla spočívá v 336 ilustracích, které zdobí text. Mnohé z nich jsou symbolickým ztvárněním teologických, filozofických a literárních témat, některé jsou historické, jiné představují výjevy ze skutečné zkušenosti autorky a jedna je souborem portrétů jejích řádových sester. Technika ilustrací byla velmi obdivována pro bohatou uměleckou představivost.
Ačkoli do Hortus deliciarum přispívali i další autoři a spisovatelé, z velké části jej sestavila, napsala a upravila Herrada. Napsala rovněž mnoho básní a hymnů a spekuluje se, že pod jejím vedením vznikla i velká část výtvarných děl.
Rukopis Hortus deliciarum se po staletích uchovávání v opatství Hohenburg dostal do městské knihovny ve Štrasburku v době Francouzské revoluce. Tam miniatury opsal Christian Moritz Engelhardt a vydal je Johann Fridrich Cotta ve Stuttgartu v roce 1818. Text opsali a vydali Straub a Keller v letech 1879-1899 včetně několika barevných kopií z Herradiných ilustrací, které pořídil Wilhelm Stengel. Ačkoli tedy originál byl zničen při vypálení knihoven protestantského semináře a města Štrasburku během jeho obléhání v roce 1870 za Prusko-francouzské války, můžeme si i tak vytvořit odhad umělecké a literární hodnoty Herradina díla.

## Galerie

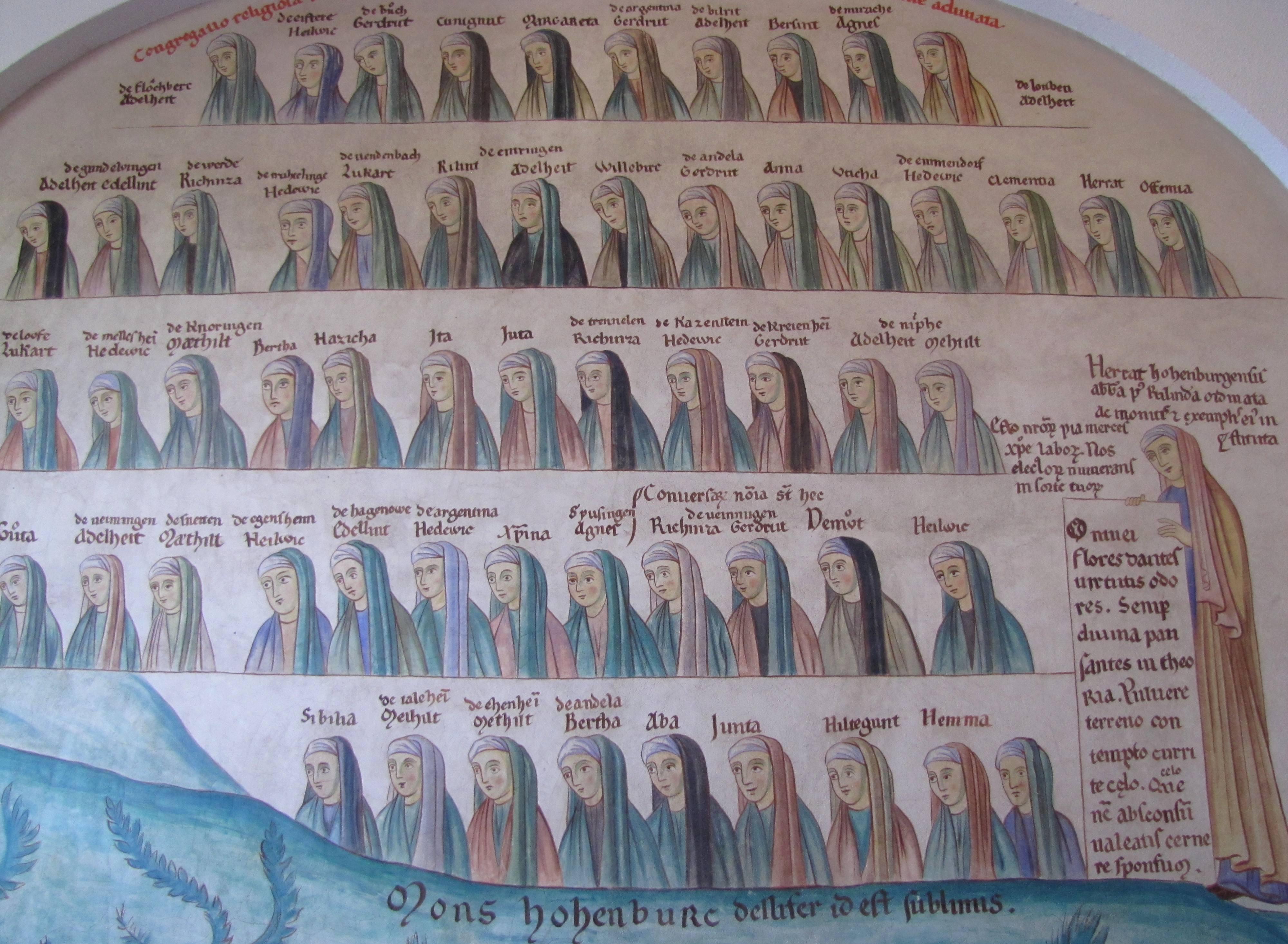
Nástěnná malba zobrazující mnišky z opatství Hohenburg. Latinský nápis zní: Mons Hohenburc dellifer (sic) id est sublimus.
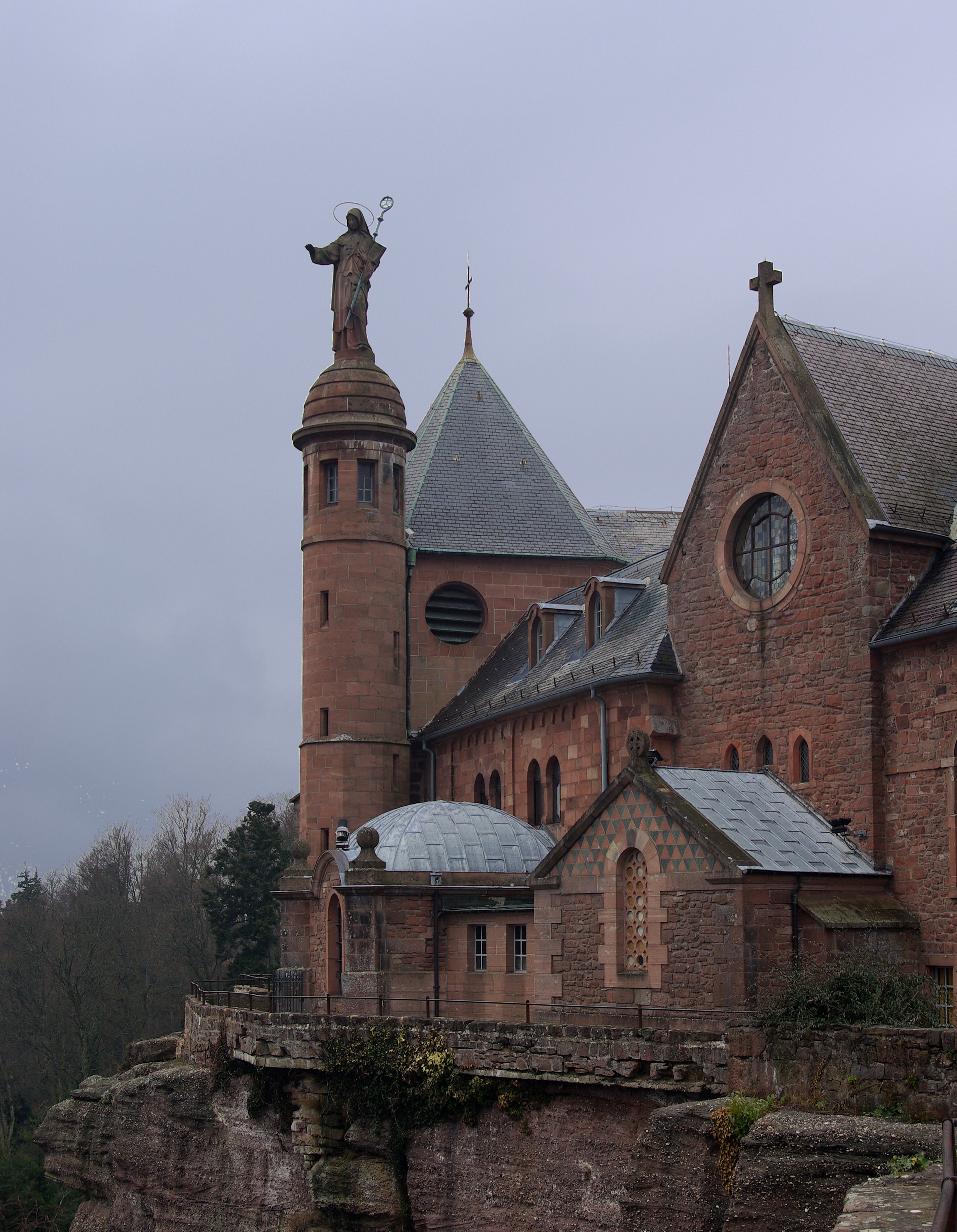
Opatství Hohenburg v Mont Sainte-Odile
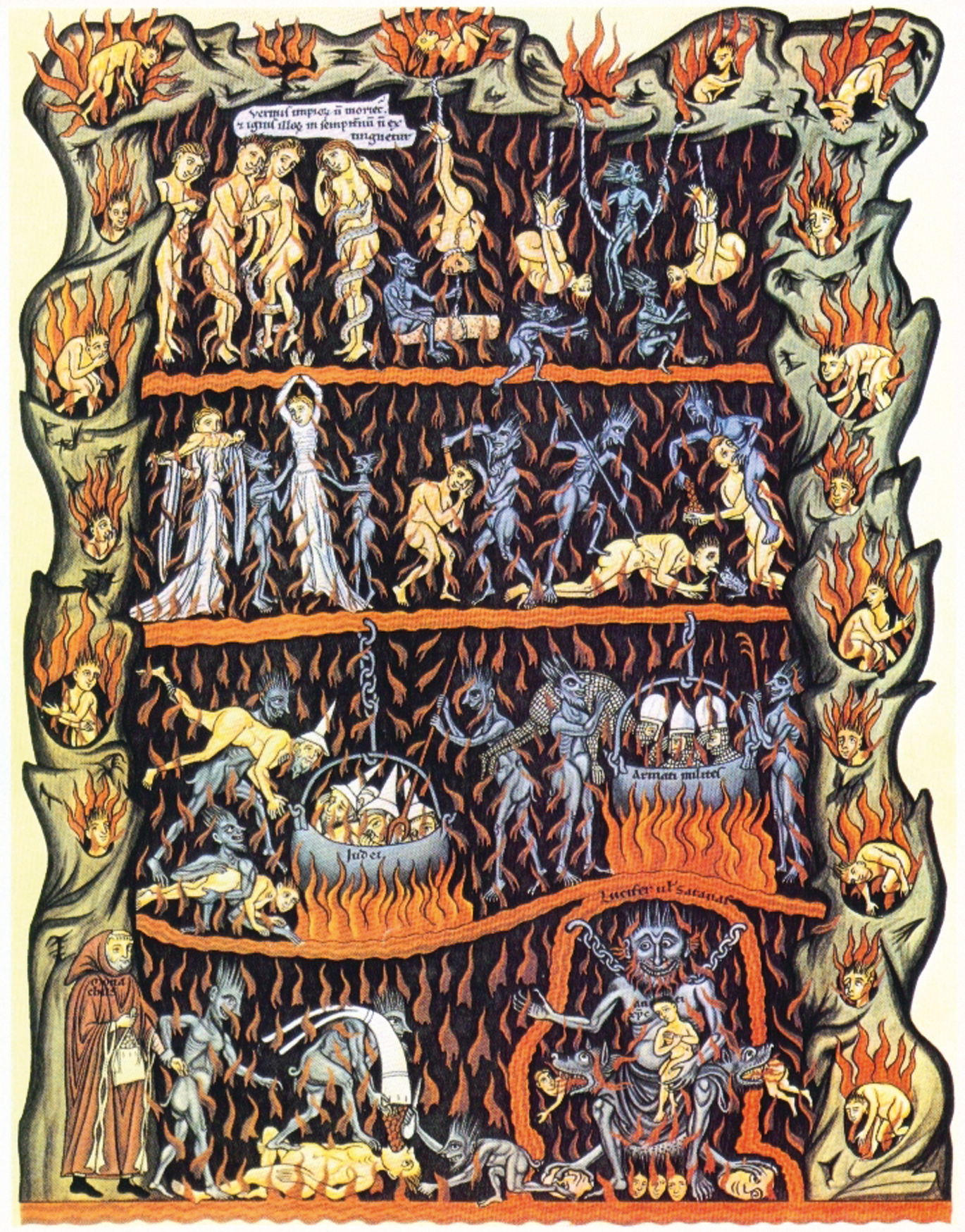
Hortus deliciarum – peklo
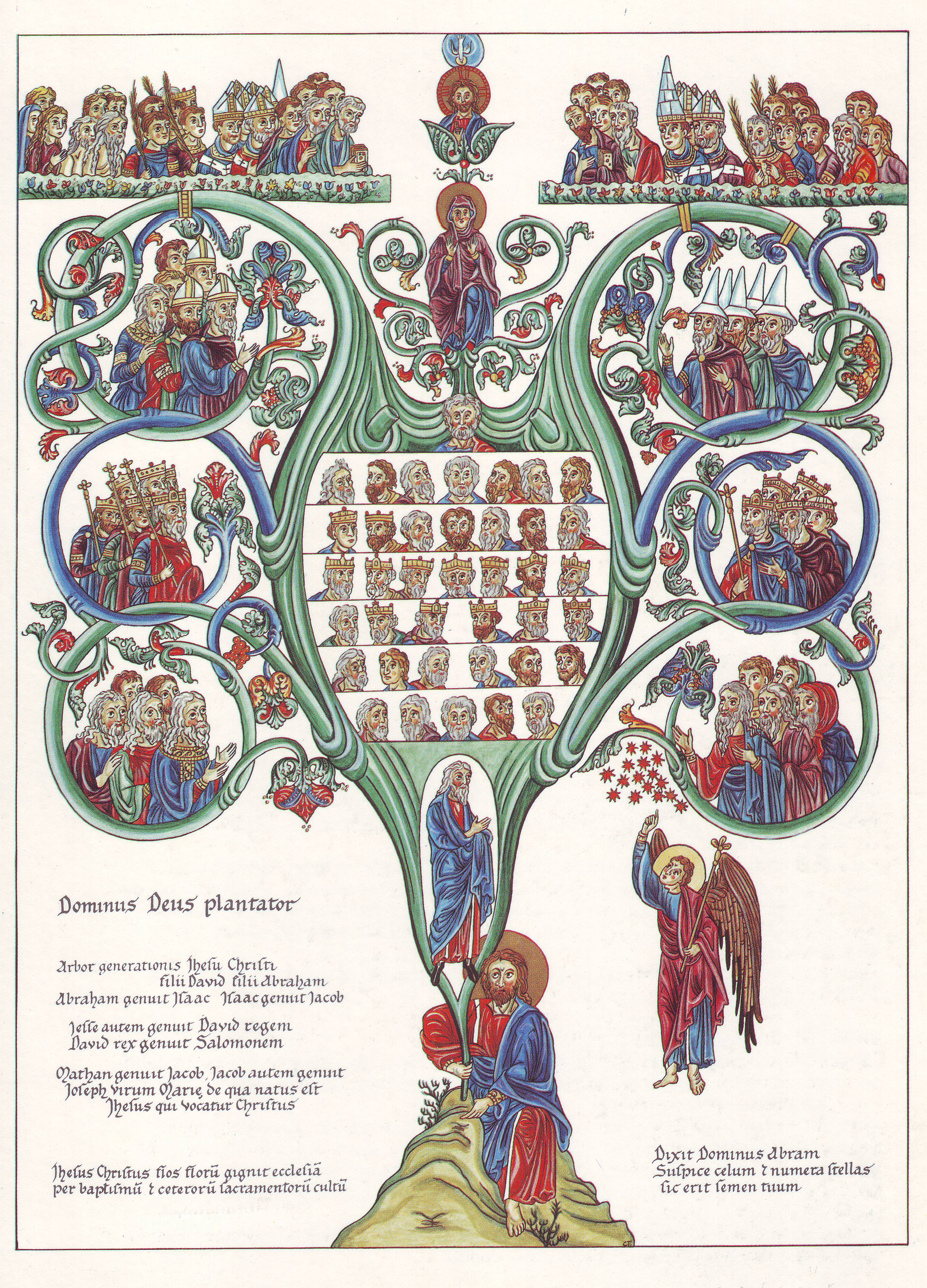
Hortus deliciarum – rodokmen Ježíše Krista
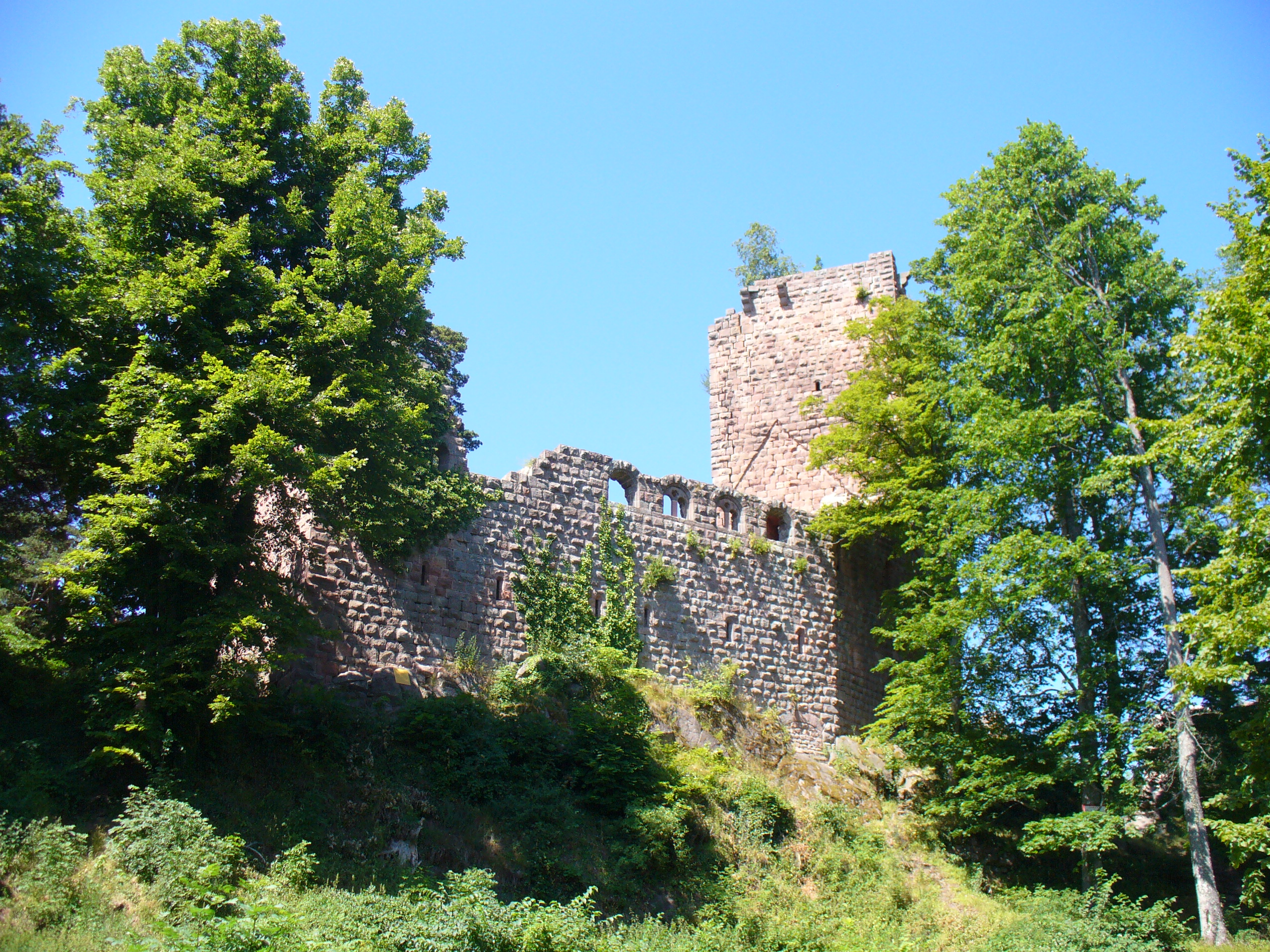
Hrad Landsberg